# Iwatallisa
Iwatallisa o Iwarallisa era una ciutat del nord de l'Imperi Hitita en mans dels kashka al segle xiv aC.
El rei Subiluliuma I va saquejar i incendiar les terres d'Hinariwanda i d'Iwarallisa (Iwatallišša) en la part final del seu regnat cap als anys 1330 aC.